# 부섕 공방전
부섕 공방전(1711년 8월 9일~ 9월 12일)은 네 플레 울트라 방어선의 돌파(Passage of the Lines of Ne Plus Ultra 1711년 8월 5일)에 뒤이어 일어난 스페인 왕위 계승 전쟁의 공성전중 하나로 말버러 공작 1세 존 처칠(John Churchill, 1st Duke of Marlborough)이 마지막으로 거둔 중대한 승리이다. 말버러 공작은 적의 공격에도 불구하고 별다른 피해를 입지 않고 프랑스의 방어선을 돌파하였으며 34일간의 공성전 끝에 부섕을 점령하였다. 부섕이 함락 당함으로써 파리와 동맹군 사이에 있는 요새는 오직 캉브레(Cambrai)밖에 남지 않게 되었다.

## 서막
1711년 이른 여름을 통해 말버러 공작의 군대는 전년에 점령한 중요한 요새인 두에(Douai)에서 북프랑스에 대한 결정적인 움직임을 보이기 시작하였고, 이러한 움직임은 영국 해협에서 나무르(Namur), 아르덴(Ardennes)에까지 걸쳐있는 강력한 방어벽에 부딪히게 되었다. 동맹군은 라인강 상류를 담당하고 있던 외젠 공작(Prince Eugene)이 이끌던 부대가 황제 요제프(Joseph)의 죽음으로 일어난 혼란을 계기로 실지 회복을 기도하던 바바리아의 선제후의 움직임을 견제하기 위해 철수하는 바람에 그 전력이 약화되었다. 7월 6일, 말버러 공작은 부섕의 서쪽에 있고 라인강의 바로 북쪽에 위치한 아를뢰(Arleux)의 작은 요새를 점령하였는데, 이는 프랑스군이 아를뢰를 거점으로 사용하는 것을 막고 마을의 보급로인 운하가 댐으로 막힌 두에의 수상 보급을 안정화하기 위해서였다. 말버러 공작은 프랑스군이 라인강을 7월 22일과 23일에 거쳐 건넜을 때 빌라르(Villars)에 의해 잘못된 움직임을 보였고, 프랑스군은 동맹군이 멀리 서쪽에 있을 때 아를뢰를 탈환했다. 그리고 프랑스군이 라인강 너머로 물러나기 전에 방어는 견고하게 되었다. 처음으로 화가 난 말버러 공작은 그의 군대로 하여금 아라스(Arras) 근교의 지역으로 돌격하려는 듯이 군대를 진군시켜 주도권을 되찾고, 빌라르의 견제부대에 대하여 확실하게 알기 위해 8월 4일 개인적으로 세부적인 정찰을 수행하였다. 밤에 군대가 진영을 철거하여 이동할 때, 말버러 공작은 프랑스 군을 속이기 위해 캠프의 불들을 계속 피운 채로 떠났다. 그리고 아를뢰를 향하여 동쪽으로 움직였다. 야밤에 두에로부터 카도간 휘하의 부대가 수비병이 없던 프랑스의 방어선을 지나 오전 8시경 선발대의 보호를 받으며 주력부대도 프랑스의 방어선을 넘었다. 수백기와 함께 현장에 도착한 빌라르 원수는 그가 허를 찔렸다는 것을 깨닫고 블롱(Bourlon) 숲 앞에서 전투를 걸려고 시도하였다. 말버러 공작은 공격하길 거부했는데 왜냐하면 빌라르 원수의 위치는 2년 전 말플라크(Malplaquet)에서 말버러 공작의 군세에게 그 같은 상당한 타격을 입힌 때의 위치보다 더 강력하고 공고했기 때문이다. 말버러 공작이 개전을 거부하자 빌라르 원수는 철수한 후 뒤따라 말버러 공작이 부섕을 공략하는 것을 방해하려고 시도하였다.

## 공성전
부섕의 행정관 드 라비나우(de Ravignau)의 방어군은 5,000명이었고, 이에 대항하는 말버러 공작의 공성군은 30,000명이었다. 강한 요새의 하나인 부섕은 프랑스군에게 이점을 주었는데, 이 요새는 스헬데(Scheldt)강과 센시(Sensée)강이 만나는 습지대로 둘러싸여 있었기 때문이다. 덧붙여 빌라르 원수가 지휘하는 강력한 군대는 동맹군 진영의 서부에 자리를 잡고, 농성군과의 미약한 연락망이나마 개설하려고 하고 있었다. 말버러 공작은 이러한 빌라르 원수의 움직임에 대하여 토루에 쌓아놓은 포들을 이용해 반격하였고, 8월 18일, 강력한 돌격을 개시하여 다시 한 번 빌라르 원수와 부섕과의 연락을 단절시켰다. 그리고 그의 공성 진영과 스카르프(Scarpe) 강가에 있는 마시네(Marchiennes)에 있는 보급 거점까지 보루로 보호받는 보급로를 건설하였다. 빌라르 원수는 스카르프 강의 보급 부대와 두에 시에 대하여 기습적인 공격을 감행하였으나 공성전을 방해하는데 실패하고 결국 1711년 9월 13일, 수비병들은 전쟁 포로가 됨으로써 요새에서 물러나와야만 했다.

## 결과
부섕 공방적은 말버러 공작의 마지막 전역이었다. 이 해의 마지막 날 그의 많은 동료 장교들과 함께 최고사령관에서 물러나야 했다. 1712년의 전역에서 본토에 있는 군대의 통솔권은 오먼드 공작(James Butler, 2nd Duke of Ormonde)에게 넘어갔고, 오먼드 공작이 취하는 행동의 자유는 극도로 제한되었다. 특히 오먼드 공작은 영국 프랑스 평화 회담이 진전될 때 전투에서 프랑스 군과 교전하는 것이 금지되었고, 말버러 공작이 전해에 성취한 전공으로 인해 얻게 된 캉브레 공격과 파리로의 진군역시 금지되었다. 한해가 다 되기 전에 영국은 동맹에서 탈퇴하고 동맹으로 남아있던 사보이의 외젠 공작 휘하의 부대는 드냉(Denain)에서 패한다.

## 참고 문헌
Chandler, D. G.: Marlborough as Military Commander, (Spellmount, Staplehurst, 2003)

Hussey, J.: Marlborough: Hero of Blenheim, (Weidenfeld & Nicolson, London, 2004)